# Newton Bromswold
Newton Bromswold – wieś w Anglii, w hrabstwie Northamptonshire, w dystrykcie (unitary authority) North Northamptonshire. Leży 25 km na wschód od miasta Northampton i 91 km na północ od Londynu. Miejscowość liczy 62 mieszkańców.